# Diócesis de Fresno
La diócesis de Fresno (en latín: Dioecesis Fresnensis y en inglés: Roman Catholic Diocese of Fresno) es una circunscripción eclesiástica de la Iglesia católica en Estados Unidos. Se trata de una diócesis latina, sufragánea de la arquidiócesis de Los Ángeles. Desde el 5 de marzo de 2019 su obispo es Joseph Vincent Brennan.

## Territorio y organización
La diócesis tiene 91 268 km² y extiende su jurisdicción sobre los fieles católicos de rito latino residentes en 8 condados del estado de California: Fresno, Inyo, Kern, Kings, Madera, Mariposa, Merced y Tulare. Corresponde al sur del valle de San Joaquín, una parte de Sierra Nevada y otros valles del este de California. 
La sede de la diócesis se encuentra en la ciudad de Fresno, en donde se halla la Catedral de San Juan.
En 2021 en la diócesis existían 87 parroquias.

## Historia
El 1 de junio de 1922, en virtud de la bula Romani Pontifices del papa Pío XI, debido a la gran extensión la diócesis de Monterey-Los Ángeles se dividió en dos: la parte sur pasó a formar la diócesis de Los Ángeles-San Diego (hoy arquidiócesis de Los Ángeles), mientras que con la parte norte se estableció la diócesis de Monterey-Fresno, con sede en la ciudad de Fresno, donde se erigió como catedral la iglesia de San Juan Bautista.
Originalmente sufragánea de la arquidiócesis de San Francisco, la diócesis de Monterey-Fresno pasó a formar parte de la provincia eclesiástica de la arquidiócesis de Los Ángeles el 11 de julio de 1936.
El 6 de octubre de 1967 con la bula De fidelium bono del papa Pablo VI, cedió una porción de territorio para la erección de la diócesis de Monterey en California, y al mismo tiempo asumió su nombre actual.

## Estadísticas
Según el Anuario Pontificio 2022 la diócesis tenía a fines de 2021 un total de 1 232 530 fieles bautizados.
| Año                                                                             | Población            | Población | Población      | Sacerdotes | Sacerdotes    | Sacerdotes    | Bautizados por sacerdote | Diáconos permanentes | Religiosos | Religiosos | Parroquias |
| Año                                                                             | Bautizados católicos | Total     | % de católicos | Total      | Clero secular | Clero regular | Bautizados por sacerdote | Diáconos permanentes | Varones    | Mujeres    | Parroquias |
| ------------------------------------------------------------------------------- | -------------------- | --------- | -------------- | ---------- | ------------- | ------------- | ------------------------ | -------------------- | ---------- | ---------- | ---------- |
| 1970                                                                            | 272 300              | 1 203 655 | 22.6           | 166        | 125           | 41            | 1640                     |                      | 62         | 328        | 84         |
| 1976                                                                            | 291 280              | 1 300 000 | 22.4           | 149        | 104           | 45            | 1954                     |                      | 63         | 199        | 84         |
| 1990                                                                            | 336 549              | 1 798 500 | 18.7           | 162        | 116           | 46            | 2077                     | 3                    | 61         | 152        | 86         |
| 1999                                                                            | 349 633              | 2 263 150 | 15.4           | 140        | 108           | 32            | 2497                     | 5                    | 4          | 123        | 84         |
| 2000                                                                            | 338 978              | 2 290 850 | 14.8           | 143        | 106           | 37            | 2370                     | 5                    | 41         | 133        | 84         |
| 2001                                                                            | 360 574              | 2 324 650 | 15.5           | 166        | 129           | 37            | 2172                     | 9                    | 41         | 121        | 85         |
| 2002                                                                            | 338 040              | 2 404 750 | 14.1           | 165        | 134           | 31            | 2048                     | 9                    | 34         | 132        | 86         |
| 2003                                                                            | 581 000              | 2 327 272 | 25.0           | 160        | 129           | 31            | 3631                     | 30                   | 37         | 137        | 86         |
| 2004                                                                            | 581 000              | 2 431 853 | 23.9           | 169        | 136           | 33            | 3437                     | 31                   | 35         | 120        | 86         |
| 2006                                                                            | 581 000              | 2 584 894 | 22.5           | 167        | 134           | 33            | 3479                     | 32                   | 33         | 121        | 86         |
| 2009                                                                            | 1 074 944            | 2 756 266 | 39.0           | 170        | 132           | 38            | 6323                     | 45                   | 39         | 114        | 89         |
| 2010                                                                            | 1 084 000            | 2 778 000 | 39.0           | 166        | 127           | 39            | 6530                     | 46                   | 40         | 112        | 89         |
| 2013                                                                            | 1 108 000            | 2 842 000 | 39.0           | 172        | 127           | 45            | 6441                     | 62                   | 46         | 91         | 89         |
| 2016                                                                            | 1 200 000            | 2 906 023 | 41.3           | 179        | 149           | 30            | 6703                     | 55                   | 31         | 122        | 89         |
| 2019                                                                            | 1 208 350            | 2 926 200 | 41.3           | 159        | 126           | 33            | 7599                     | 70                   | 33         | 120        | 87         |
| 2021                                                                            | 1 232 530            | 2 985 800 | 41.3           | 169        | 124           | 45            | 7293                     | 92                   | 46         | 103        | 87         |
| Fuente: Catholic-Hierarchy, que a su vez toma los datos del Anuario Pontificio. |                      |           |                |            |               |               |                          |                      |            |            |            |

### Escuelas
Escuelas secundarias
- Garces Memorial High School, Bakersfield
- San Joaquin Memorial High School, Fresno

Escuelas primarias
- Saint Anthony School - Localizada en Atwater
- Our Lady of Guadalupe School - Localizada en Bakersfield
- Our Lady of Perpetual Help School - Localizada en Bakersfield
- Saint Francis Parish School - Localizada en Bakersfield
- Our Lady of Perpetual Help - Localizada en Clovis
- Our Lady of Victory School - Localizada en Fresno
- Sacred Heart School - Localizada en Fresno
- Saint Anthony School - Localizada en Fresno
- Saint Helen School - Localizada en Fresno
- Our Lady of Miracles School - Localizada en Gustine
- St. Rose/McCarthy School - Localizada en Hanford
- Mary Immaculate Queen School - Localizada en Lemoore
- Our Lady Of Fatima School - Localizada en Los Banos
- Saint Joachim School - Localizada en Madera
- Our Lady of Mercy School - Localizada en Merced
- Saint Anne School - Localizada en Porterville
- Saint La Salle School - Localizada en Reedley
- Saint Ann School - Localizada en Ridgecrest
- Saint Aloysius School - Localizada en Tulare
- George McCann Memorial School - Localizada en Visalia
- Saint John the Evangelist School - Localizada en Wasco

## Episcopologio
- John Bernard MacGinley † (24 de marzo de 1924-26 de septiembre de 1932 renunció[nota 1])
- Philip George Scher † (28 de abril de 1933-3 de enero de 1953 falleció)
- Aloysius Joseph Willinger, C.SS.R. † (3 de enero de 1953 por sucesión-16 de octubre de 1967 renunció[nota 2])
- Timothy Finbar Manning † (16 de octubre de 1967-26 de mayo de 1969 nombrado arzobispo coadjutor de Los Ángeles[nota 3])
- Hugh Aloysius Donohoe † (22 de agosto de 1969-1 de julio de 1980 retirado)
- José de Jesús Madera Uribe, M.Sp.S. † (1 de julio de 1980 por sucesión-28 de mayo de 1991 nombrado obispo auxiliar de la arquidiócesis de los Servicios Militares de Estados Unidos[nota 4])
- John Thomas Steinbock † (15 de octubre de 1991-5 de diciembre de 2010 falleció)
- Armando Xavier Ochoa (1 de diciembre de 2011-5 de marzo de 2019 retirado)
- Joseph Vincent Brennan, desde el 5 de marzo de 2019